# Max Seemann
Max Seemann (?, 1892. november 30. – ?, 1939. február 20.) osztrák nemzetközi labdarúgó-játékvezető.

## Pályafutása

### Nemzetközi játékvezetés
Az Osztrák labdarúgó-szövetség Játékvezető Bizottsága (JB) 1916-ban terjesztette fel nemzetközi játékvezetőnek, a Nemzetközi Labdarúgó-szövetség (FIFA) bíróinak keretébe. Több nemzetek közötti válogatott és klubmérkőzést vezetett vagy partbíróként tevékenykedett.  Az aktív nemzetközi játékvezetéstől 1924-ben  búcsúzott.

### Magyar vonatkozás
| Időpont             | Helyszín                          | Mérkőzés típusa         | Mérkőzés                   | Eredmény | Nézők száma |
| ------------------- | --------------------------------- | ----------------------- | -------------------------- | -------- | ----------- |
| 1916. november 5.   | WAF pálya, Hütteldorf             | 61. válogatott mérkőzés | Franciaország–Magyarország | 3 : 3    | 9 000       |
| 1923. augusztus 19. | Üllői úti Stadion, Budapest       | 92. válogatott mérkőzés | Magyarország–Finnország    | 3 : 1    | 16 000      |
| 1924. április 6.    | Hungária körúti Stadion, Budapest | 95. válogatott mérkőzés | Magyarország–Olaszország   | 7 : 1    | 35 000      |